# Constituição Meiji
A Constituição do Império do Japão (Kyūjitai: 大日本帝國憲法; Shinjitai: 大日本帝国憲法, Dai-Nippon Teikoku Kenpō), mais conhecida como a Constituição Meiji ou como a Constituição Imperial, foi a constituição do Império do Japão que foi proclamada em 11 de fevereiro de 1889, e permaneceu em vigor entre 29 de novembro de 1890 e 2 de maio de 1947. Promulgada após a Restauração Meiji em 1868, previa uma forma de monarquia constitucional e absoluta mista, baseada conjuntamente nos modelos alemão e britânico. Em teoria, o Imperador do Japão era o líder supremo, e o Gabinete, cujo Primeiro-Ministro seria eleito por um Conselho Privado, eram seus seguidores; na prática, o imperador era chefe de Estado, mas o primeiro-ministro era o verdadeiro chefe de governo. Sob a Constituição Meiji, o primeiro-ministro e seu gabinete não eram necessariamente escolhidos entre os membros eleitos do parlamento.
Durante a ocupação americana do Japão, a Constituição Meiji foi substituída pela "Constituição do Pós-Guerra" em 3 de novembro de 1946; este último documento está em vigor desde 3 de maio de 1947. A fim de manter a continuidade legal, a Constituição do Pós-Guerra foi promulgada como uma emenda à Constituição Meiji.

## Principais disposições

### Estrutura
A Constituição Meiji consiste em 76 artigos em sete capítulos, totalizando cerca de 2 500 palavras. Também é geralmente reproduzido com seu Preâmbulo, o Juramento Imperial jurado no Santuário do Palácio Imperial e o Rescrito Imperial sobre a Promulgação da Constituição, que juntos somam quase outras 1 000 palavras. Os sete capítulos são:
- I. O Imperador (1-17)
- II. Direitos e deveres dos sujeitos (18-32)
- III. A Dieta Imperial (33-54)
- IV. Os Ministros de Estado e o Conselho Privado (55-56)
- V. A Judicatura (57-61)
- VI. Finanças (62-72)
- VII. Regras Suplementares (73-76)

### Soberania imperial
Ao contrário de seu sucessor moderno, a Constituição Meiji foi fundada no princípio de que a soberania residia na pessoa do Imperador, em virtude de sua ancestralidade divina "ininterrupta por eras eternas", e não nas pessoas. O artigo 4 afirma que o “Imperador é o chefe do Império, reunindo em si os direitos de soberania”. O Imperador, pelo menos nominalmente, uniu dentro de si todos os três ramos (executivo, legislativo e judiciário) do governo, embora a legislação (artigo 5) e o orçamento (artigo 64) estivessem sujeitos ao "consentimento da Dieta Imperial". Leis foram editadas e justiça administrada pelos tribunais "em nome do imperador".
As regras sobre a sucessão do trono imperial e sobre a casa imperial foram deixadas de fora da Constituição; em vez disso, foi adotada uma lei separada sobre a família imperial (koshitu tenpan). Este Ato não foi promulgado publicamente, porque era visto como um Ato privado da casa imperial ao invés de uma lei pública.
Disposições separadas da Constituição são contraditórias quanto ao fato de a Constituição ou o Imperador ser supremo.
- O Artigo 3 declara que ele é "sagrado e inviolável", uma fórmula que foi interpretada por monarquistas linha-dura para significar que ele mantinha o direito de retirar a constituição, ou de ignorar suas disposições.
- O Artigo 4 obriga o Imperador a exercer seus poderes "de acordo com as disposições da presente Constituição".
- O artigo 11 declara que o imperador comanda o exército e a marinha. Os chefes desses serviços interpretaram isso como significando “O exército e a marinha obedecem apenas ao imperador, e não têm que obedecer ao gabinete e à dieta alimentar”, o que causou polêmica política.
- O artigo 55, entretanto, confirmava que as ordens do imperador (incluindo decretos imperiais, decretos, rescritos, etc.) não tinham força legal em si mesmas, mas exigiam a assinatura de um “Ministro de Estado”. Por outro lado, esses “Ministros de Estado” eram nomeados (e podiam ser demitidos), apenas pelo Imperador, e não pelo Primeiro Ministro ou pela Dieta.

### Direitos e deveres dos sujeitos
- Deveres: A constituição afirma o dever dos súditos japoneses de defender a constituição (preâmbulo), pagar impostos (Artigo 21) e servir nas forças armadas se recrutados (Artigo 20).[4]
- Direitos qualificados: A constituição prevê uma série de direitos que os sujeitos podem desfrutar, quando a lei não dispõe de outra forma. Isso incluía o direito de:[4]
  - Livre circulação (artigo 22).
  - Não mandar vasculhar ou vasculhar a casa (Artigo 25).
  - Privacidade da correspondência (Artigo 26).
  - Propriedade privada (Artigo 27).
  - Liberdade de expressão, reunião e associação (artigo 29).
- Menos direitos condicionais[4]
  - Direito de "ser nomeado para cargos civis ou militares ou para quaisquer outros cargos públicos" (Artigo 19).
  - Processo devido «processual» (artigo 23.º).
  - Direito a julgamento perante um juiz (artigo 24).
  - Liberdade religiosa (garantida pelo artigo 28 "dentro de limites que não prejudiquem a paz e a ordem e não sejam antagônicos aos deveres dos súditos").
  - Direito de petição ao governo (artigo 30).

### Órgãos do governo
O imperador do Japão tinha o direito de exercer autoridade executiva e de nomear e demitir todos os funcionários do governo. O imperador também tinha o direito exclusivo de declarar guerra, fazer a paz, concluir tratados, dissolver a câmara baixa da Dieta e emitir decretos imperiais no lugar das leis quando a Dieta não estivesse em sessão. Mais importante ainda, o comando do Exército Imperial Japonês e da Marinha Imperial Japonesa era detido diretamente pelo Imperador, e não pela Dieta. A Constituição Meiji previa um gabinete consistindo de Ministros de Estado que respondiam ao Imperador em vez da Dieta, e ao estabelecimento do Conselho Privado. O genrō não foi mencionado na Constituição, um círculo interno de conselheiros do imperador, que exercia uma influência considerável.
De acordo com a Constituição Meiji, uma legislatura foi estabelecida com duas Casas. A Câmara Alta, ou Câmara dos Pares, consistia em membros da Família Imperial, nobreza hereditária e membros nomeados pelo Imperador. A Câmara Baixa, ou Câmara dos Representantes, foi eleita por sufrágio masculino direto, com qualificações baseadas no valor do imposto que era de 15 ienes ou mais - essas qualificações foram afrouxadas em 1900 e 1919 com o sufrágio universal masculino adulto introduzido em 1925. Legislativo a autoridade era compartilhada com a Dieta, e tanto o Imperador quanto a Dieta tiveram que concordar para que uma medida se tornasse lei. Por outro lado, a Dieta recebeu autoridade para propor legislação, aprovar todas as leis e aprovar o orçamento.